# ミイラの墓場
『ミイラの墓場』（ミイラのはかば、The Mummy's Tomb）は、1942年に公開されたアメリカ合衆国のホラー映画。ロン・チェイニー・ジュニアがミイラ男のカリスを演じる。『ミイラの復活』（1940年）の続編。この後も『執念のミイラ』『ミイラの呪い』（ともに1944年）と続く。

## あらすじ
前作から30年後のアメリカが舞台。前作の主人公スティーブ・マニングはマルタと結婚（のち死別）、息子ジョンをもうけた。ジョンにはイゾベルという恋人がいる。
一方、エジプト。死んだはずのアンドヘブとカリスは生きていた。アンドヘブは後継者ムハンマド・ベイにバニング一族への復讐を託す。ムハンマドはカリスとともにアメリカに渡ると、バニング家のあるメープルトンの墓守となり、復讐の機会を伺う。
カリスはスティーブ、つづいてスティーブの姉ジェーンを殺害。連続殺人事件として警察、新聞記者たちが捜査に乗り出す。
前作にも登場したスティーブの親友ベーブ・ハンソンが捜査に協力しにやってくる。死体に付着していた塵の正体をミイラのカビと見破るが、カリスによって殺される。
ムハンマド・ベイはジョンの恋人イゾベルに横恋慕し、自分の妻にするためカリスに誘拐させる。しかし、ジョンや警察が松明を持って、墓地に集結。ムハンマド・ベイは射殺され、カリスも炎の中で死ぬ。

## キャスト
- カリス：ロン・チェイニー・ジュニア
- スティーブ・バニング：ディック・フォーラン（英語版）
- ジョン・バニング：ジョン・ハバード
- イゾベル・エヴァンス：エリス・ノックス（英語版）
- アンドヘブ：ジョージ・ズッコ（英語版）
- ベーブ・ハンソン：ウォーレス・フォード（英語版）
- ムハンマド・ベイ：ターハン・ベイ（英語版）
- エヴァンス夫人：ヴァージニア・ブリサック（英語版）
- 保安官：クリフ・クラーク
- ジェーン：メアリー・ゴードン（英語版）
- ジム：ポール・E・バーンズ
- ノーマン教授：フランク・ライヒャー（英語版）
- 検視官：エメット・ヴォーガン
- ヴィク：ハリー・コーディング（英語版） ※クレジットなし
- 町民：フランク・ダリエン ※クレジットなし
- 農夫：グレン・ストレンジ（英語版） ※クレジットなし
- 農夫の妻：グレイス・キュナード ※クレジットなし

## 制作
本作はロン・チェイニー・ジュニアがミイラのカリスを演じた3本のうちの最初の作品。前作ではトム・タイラーが演じていた。チェイニーはこの役を好きではなかった。
クランクインは1942年6月1日。
メイクアップ・アーティストのジャック・ピアースは連日8時間かけて人工的に古くした包帯をチェイニーに巻いた。それまでのミイラ映画では、ボリス・カーロフやトム・タイラーにコットン素材のメイクアップを使っていたが、チェイニーにはラバーマスクをかぶせた。
ウォーレス・フォードの役名がベーブ・ジョンソンからベーブ・ハンソンに変わっている。理由は不明。

## 公開
1942年10月23日に『Night Monster』と二本立て興行。
1948年2月にリアラート・ピクチャーズによりリバイバル上映。